# Со (Воклюз)
Со (фр. Sault) — коммуна во французском департаменте Воклюз региона Прованс — Альпы — Лазурный Берег. Является центральной коммуной одноимённого кантона.

## Географическое положение

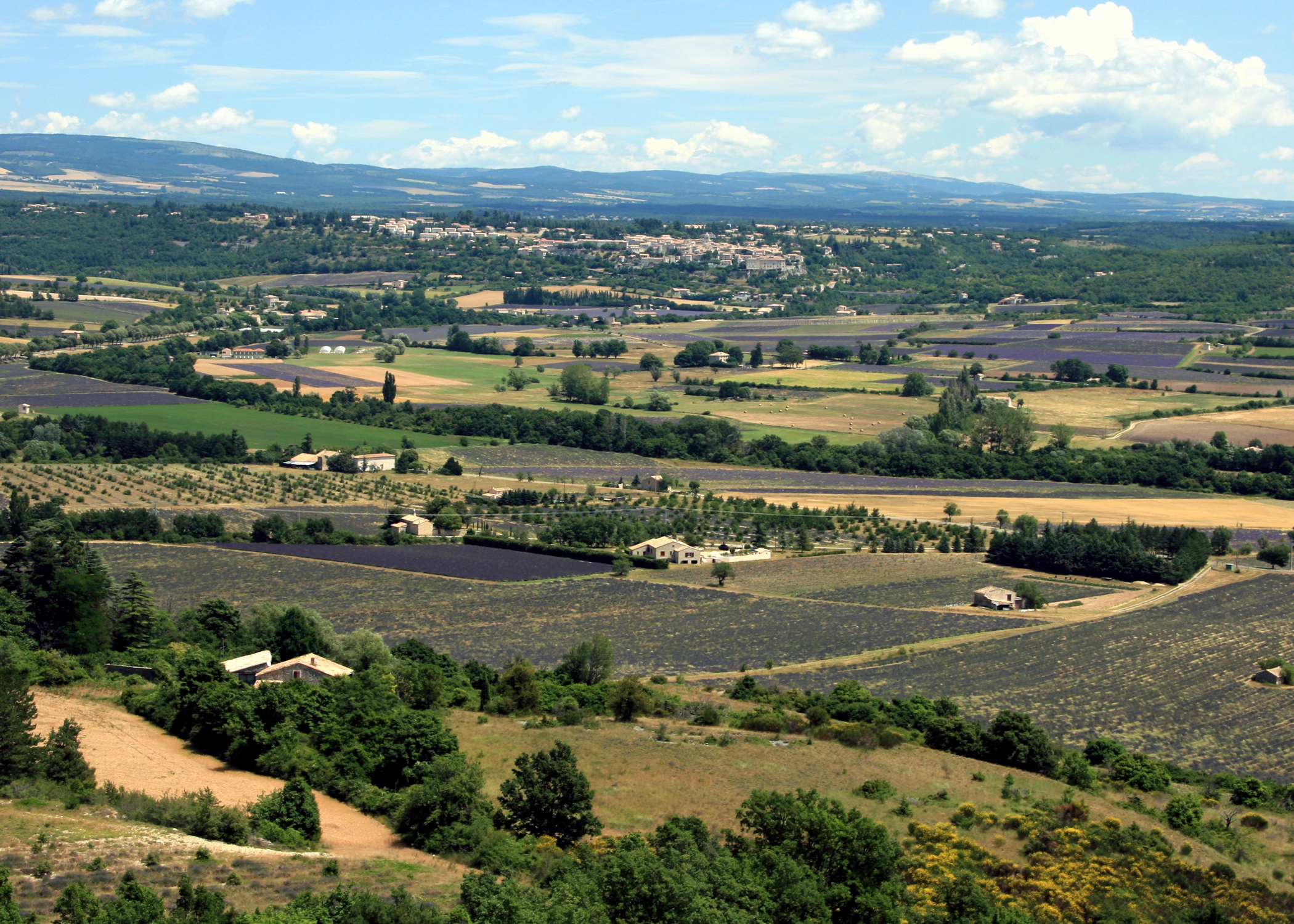
Башня бывшего замка де Агуль, сеньоров графства Со.

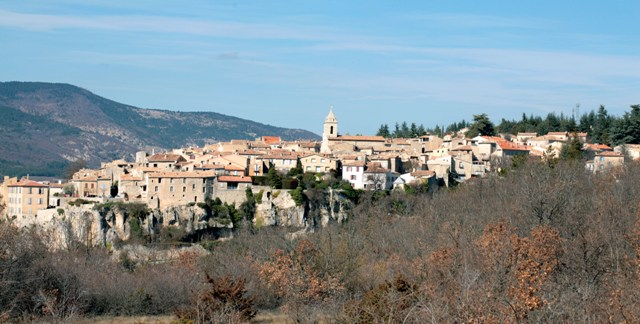
Вид на Со.

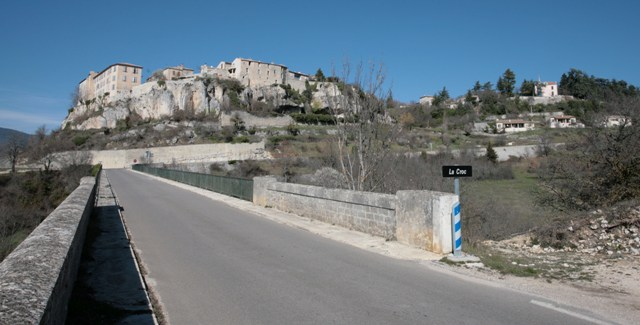
Мост через Крок.

Со расположен в 50 км к востоку от Авиньона. Соседние коммуны: Орель на севере, Сен-Трини на востоке, Моньё на юго-западе.

### Гидрография
Со стоит на высоте 765 м над уровнем моря и доминирует над долиной Неска. На окраине Со протекает Крок, приток Неска. В Со находится серный минеральный источник Фонбель.

## Демография
Население коммуны на 2010 год составляло 1362 человека.
| 1962 | 1968 | 1975 | 1982 | 1990 | 1999 | 2010 |
| ---- | ---- | ---- | ---- | ---- | ---- | ---- |
| 1160 | 1320 | 1230 | 1231 | 1206 | 1174 | 1362 |

## Экономика
Экономика в основном включает сельское хозяйство, выращивание лаванды, полбы, пчеловодство, овцеводство и высококачественное свиноводство (отмечено особой маркой «свинина Ванту»).

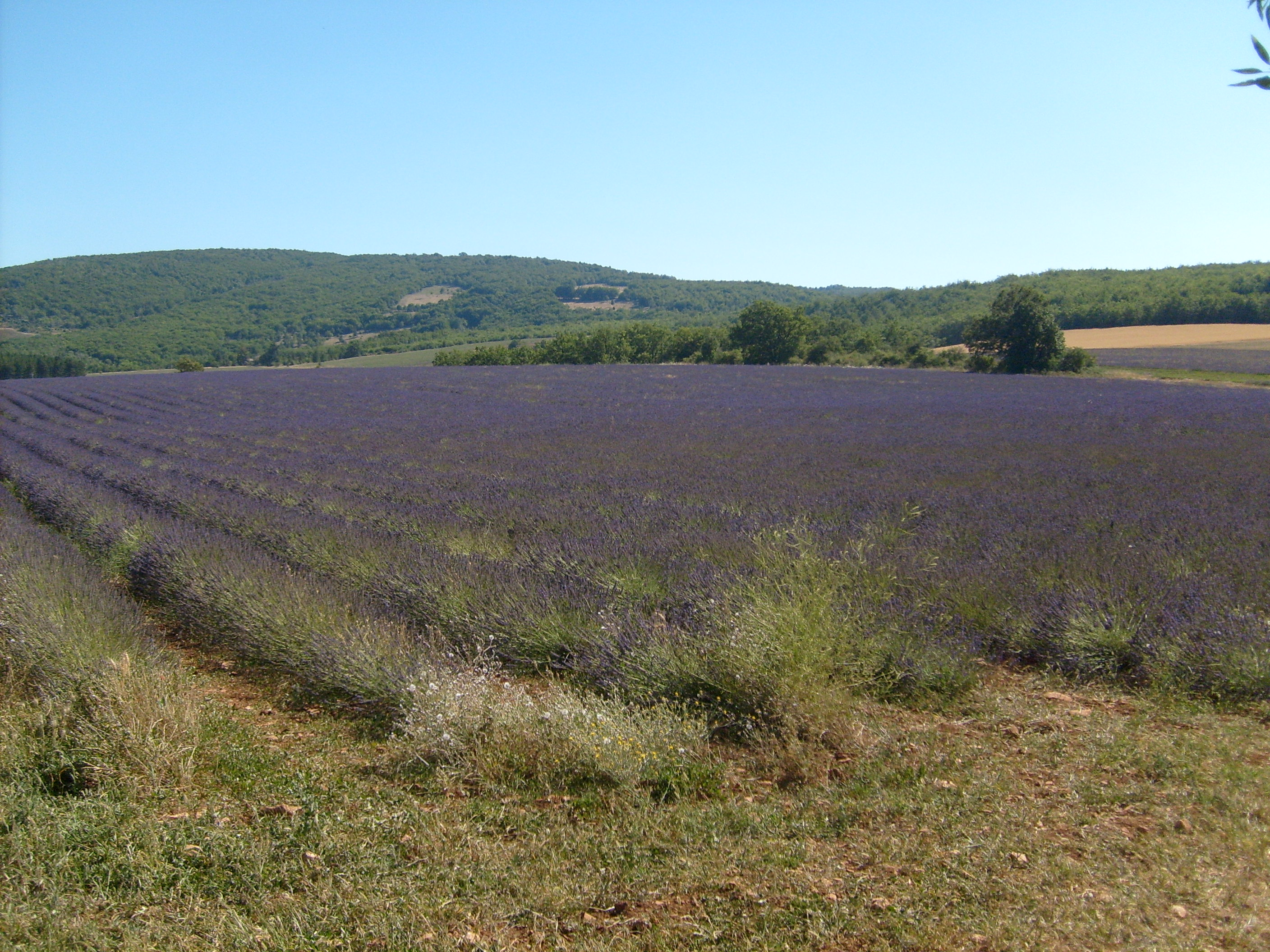
Поля лаванды близ Со
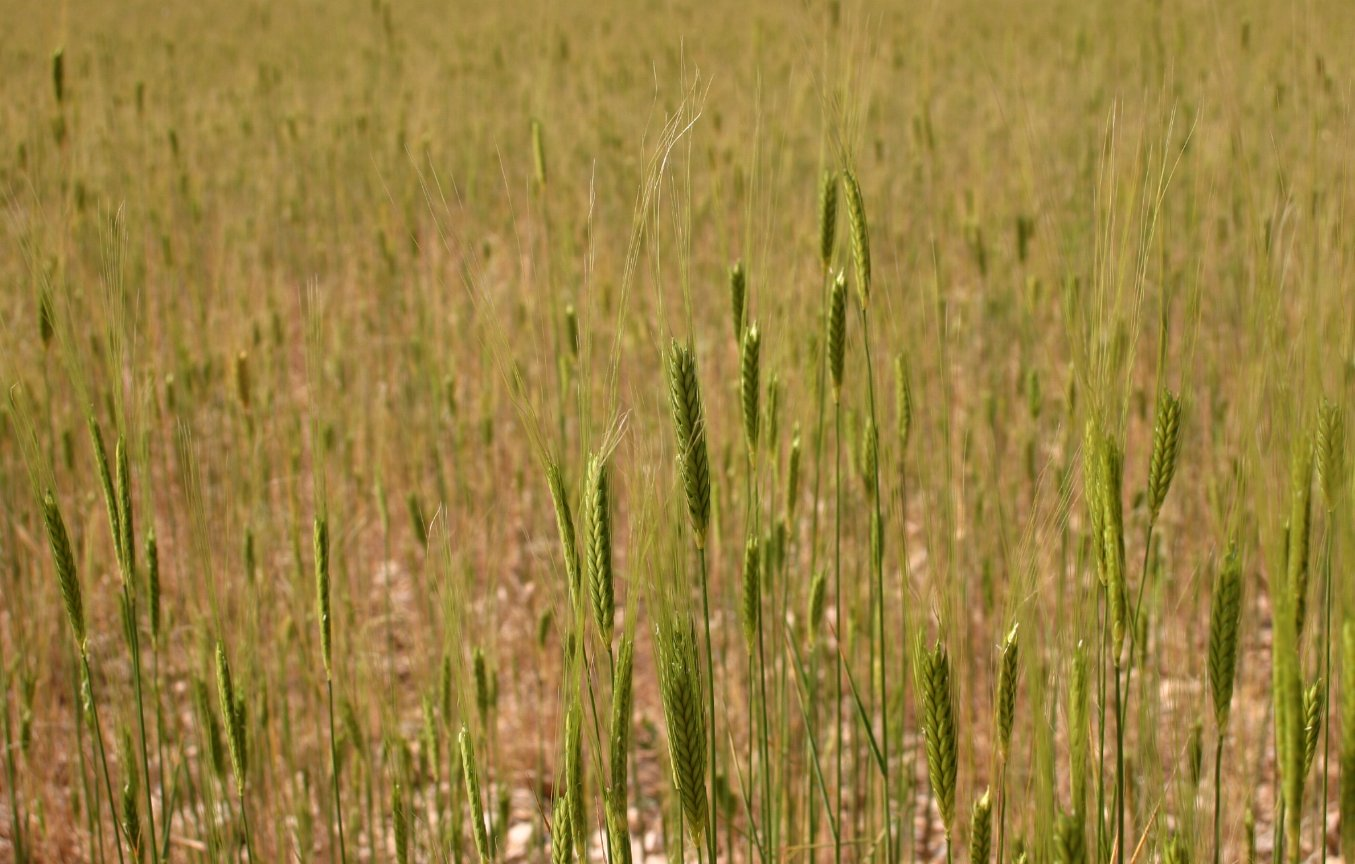
Варащивание полбы
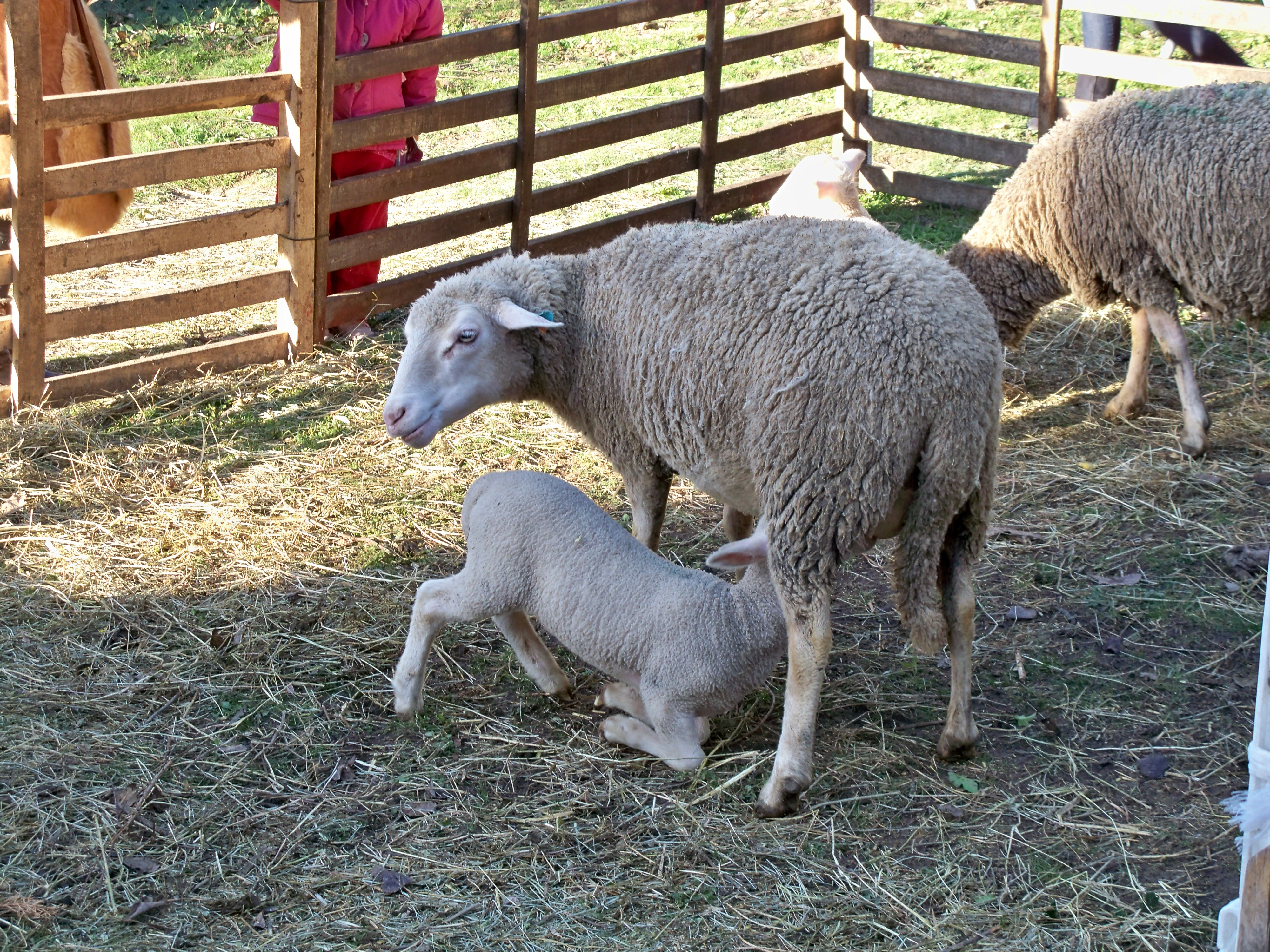
Овцеводство
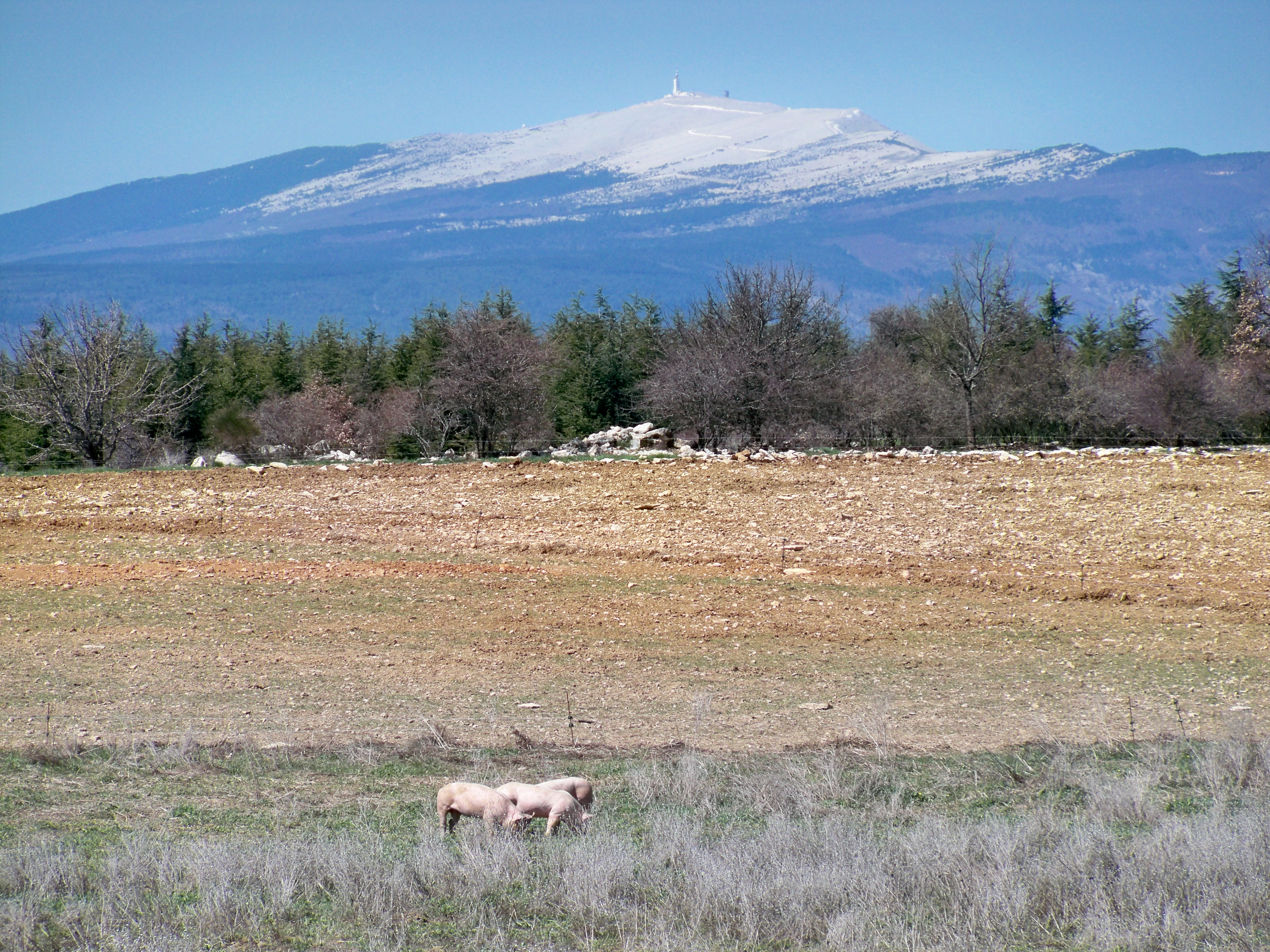
Свиноводство на открытом воздухе